# Anna Tatangelo
Anna Tatangelo és una cantant italiana nascuda el 9 de gener de 1987 a Sora.

## Carrera
Als 15 anys, va guanyar el premi de la categoria "Jove" al Festival de Sanremo, l'any 2002 amb la cançó "Doppiamente Fragili".
El seu primer àlbum, " Attimo Per Attimo " es va publicar l'any 2003, però el veritable èxit només va arribar el 2005, quan es va publicar el seu segon àlbum "Ragazza Di Periferia". Aquest àlbum és molt popular i ràpidament es fa famosa. El seu tercer àlbum, "Mai Dire Mai" va ser llançat el 2007.
El seu quart àlbum, "Nel Mondo Delle Donne", va ser llançat el 2008.
El 2010, Anna va ser jutge a la quarta edició de " X-Factor". Va seguir la categoria de noia de 16 a 24 anys. Aquesta experiència no va ser positiva per a ella perquè les seves noies van ser eliminades el primer programa.
Després d'un any d'absència, Anna Tatangelo llança "Progetto B" el 16 de febrer de 2011. Conté 13 temes, inclòs un duet amb Mario Biondi titulat aria che respiro (l'aire que respiro). El primer senzill escollit és Bastardo, que va interpretar per primera vegada durant el Festival de Sanremo el de 15 de febrer de 2011. Aquest disc és més rock que els anteriors. El títol Progetto B (Projecyte B) fa referència a les seves prioritats, sent el seu "Projecte A" el seu fill.
Va participar en la vuitena edició de "Ballando con le stelle", l'edició italiana de "Dancing with the Stars". Va quedar en segona posició. Després d'aquesta experiència, Tatangelo va ser jurat el 63 edició de "Miss Italia" i després va cantar a Mèxic amb Gigi D'Alessio.

## Vida privada
En una relació amb Gigi D'Alessio, tenen un nen petit anomenat Andrea, nascut el dia 31 de març de 2010 a Roma. Però el març de 2020, va anunciar oficialment la seva separació a Instagram.

## Altres
El setembre de 2010, Anna s'incorpora al jurat de la versió italiana de la temporada 4 de X Factor. Aquesta elecció va ser molt criticada, alguns la troben massa jove i sense experiència, però Anna es pren ràpidament el seu paper a cor i aconsegueix silenciar els crítics. Ella declara el febrer de 2011 que guarda el record d'aquest programa com una gran experiència però que no tornarà a provar l'aventura el 2011, amb ganes de centrar-se en la música.
La premsa italiana la va batejar Lady Tata, en referència a Lady Gaga.
El 2012 va participar en la vuitena edició de la versió italiana de Dancing with the Stars .

## Discografia

### Àlbums
- 2003 - Attimo x attimo
- 2005 - Ragazza di periferia
- 2007 - Mai dire mai
- 2008 - Nel Mondo Delle Donne
- 2011 - Progetto B
- 2015 - Libera

### Senzills
- 2002 - Doppiamente fràgili
- 2002 - Un nuovo bacio
- 2003 - Volere volare
- 2003 - Corri
- 2003 - Attimo x attimo
- 2004 - L'Amore piu gran que c'è
- 2005 - Ragazza di periferia
- 2005 - Quando due si lasciano
- 2005 - Qualcosa di te
- 2006 - Essere una donada
- 2006 - Colpo di fulmine
- 2007 - Avís a qui
- 2007 - Lo so che finishà
- 2008 - Il mio amico (duet amb el crooner nord-americà Michael Bolton)
- 2008 - Mai dire mai
- 2008 - Profummo di Mamma
- 2009 - Nel Mondo Delle Donne
- 2011 - Bastardo
- 2015 - Libèra
- 2019 - La Fortuna Sia Con Me
- 2020 - Guapo feat. Gaoler